# Ole Høst
Ole Wiedemann Høst (født 23. april 1915 i Dragør, død 20. juli 1943 i Barvinkove i dag i Izjum rajon, Kharkiv oblast, Ukrainske SSR) var en dansk kunstmaler, der var medlem af den germanofile kunstnersammenslutning Ringen.
Ole Høst, der var søn af maleren Oluf Høst, modtog privat maleundervisning i København fra 1931 og rejste i 1938 til Paris, hvor han var i lære hos Fernand Léger. Hjemvendt blev han grebet af nazismen og kom med i Ringen, der blev dannet i 1941, og som talte Knud W. Jensen, Ole Wivel og Erik Johansen. Han gik senere ind i Frikorps Danmark og fik sammen med Johansen arbejde i en kulmine ved München i 1941, hvor de meldte sig til Waffen SS. Johansen tog hjem, mens Høst mistede livet som menig i Regiment Westland under Panzerdivision Wiking på Østfronten i 1943. 
I 2009 dukkede der ukendte skitser og breve fra Ole Høst op. De blev fundet i et Sct. Hansbål i Gudhjem af en tysk kvinde i 1973, der i 2009 sendte dem til direktør for Oluf Høst Museet i Gudhjem, Jens Henrik Sandberg.